# كيوشي ياماشيتا
كيوشي ياماشيتا (باليابانية: 山下清؛ بالكانا: やました きよし) هو رسام ياباني، ولد في 10 مارس 1922 في Nihonzutsumi ‏ في اليابان، وتوفي في 12 يوليو 1971 بسبب نزف داخل القحف.